# خورشیدگرفتگی ۱۴ دسامبر ۱۹۱۷
خورشیدگرفتگی ۱۴ دسامبر ۱۹۱۷ (به انگلیسی: Solar eclipse of December 14, 1917) یک خورشیدگرفتگی از نوع خورشیدگرفتگی حلقه‌ای است. این خورشیدگرفتگی در تاریخ ۱۴ دسامبر ۱۹۱۷ میلادی (‎۲۳ آذر ۱۲۹۶ خورشیدی) روی داد که زمان اوج آن، ساعت ۹:۲۷:۲۰ به‌وقت ساعت هماهنگ جهانی بوده‌است. مدت زمان و طول این خورشیدگرفتگی ۱ دقیقه و ۱۷ ثانیه بود.